# قانون اول ترمودینامیک (مکانیک سیالات)
در مکانیک سیالات قوانین ترمودینامیک (با استفاده از معادلات مکانیک سیالات) بازنویسی شده‌اند و به صورت زیر بیان می‌شوند

## قانون اول ترمودینامیک (مکانیک سیالات)
نحوه نمایش قانون اول ترمودینامیک در مکانیک سیالات به صورت زیر است:
{\displaystyle {\frac {DE_{t}}{Dt}}=\nabla \cdot ({\bf {\sigma \cdot v}})-\nabla \cdot {\bf {q}}}

## قانون اول ترمودینامیک در مکانیک سیالات (بر اساس آنتالپی ویژه)
با استفاده از روابط مکانیک سیالات (که در زیر به صورت فهرست وار قید شده‌است) می‌توان معادله بالا را به شیوه دیگری نیز بازنویسی کرد،
شیوه دیگر نمایش بر اساس آنتالپی ویژه:
{\displaystyle \rho {\frac {Dh}{Dt}}={\frac {Dp}{Dt}}+\nabla \cdot ({k\nabla T})+\Phi }

## لیست معادلات و روابط ضروری
برای استخراج قانون اول ترمودینامیک بر اساس آنتالپی ویژه به معادلات زیر نیاز است:
- {\displaystyle E_{t}=\rho (e+{\frac {v^{2}}{2}}-\mathbf {g\cdot r} )}
- {\displaystyle \nabla \cdot (\sigma \cdot {\bf {v)=\mathbf {v\cdot \nabla \cdot \sigma +\sigma :\nabla v} }}}
- {\displaystyle \nabla \cdot \sigma ={\frac {D{\mathbf {J} }}{Dt}}-\mathbf {f} }
- {\displaystyle \sigma :\nabla {\bf {v}}=\Phi -p\nabla \cdot {\bf {v}}}
- {\displaystyle -p\nabla \cdot {\bf {v}}={\frac {Dp}{Dt}}-\rho {\frac {D}{Dt}}({\frac {p}{\rho }})}

## قانون دوم ترمودینامیک (مکانیک سیالات)
نحوه نمایش قانون دوم ترمودینامیک در مکانیک سیالات به صورت نامساوی کلازیوس-دوئم است:
{\displaystyle \rho {\dot {\eta }}\geq -\nabla \cdot ({\frac {\bf {q}}{T}})+{\frac {\rho s}{T}}}

## توضیح جزئیات معادلات
- {\displaystyle {\bf {\sigma =-p{\bf {I}}+{\bf {\tau }}}}} تنسور تنش
- {\displaystyle {\bf {v}}} بردار سرعت جریان
- {\displaystyle {\bf {q}}} بردار شار حرارتی
- {\displaystyle h=e+{\frac {p}{\rho }}} آنتالپی ویژه
- {\displaystyle \Phi =\tau :\nabla {\bf {v}}} تابع اتلاف
- {\displaystyle k} هدایت حرارتی
- {\displaystyle T} دما
- {\displaystyle p} فشار
- {\displaystyle \eta } آنتروپی ویژه
- {\displaystyle s} یک چشمه انرژی ویژه (ویژه یعنی تقسیم بر واحد جرم)
- {\displaystyle \rho } چگالی سیال